# Kanton Vassy
Der Kanton Vassy war von 1790 bis 2015 ein französischer Wahlkreis im Département Calvados in der damaligen Region Basse-Normandie. Er umfasste 14 Gemeinden im Arrondissement Vire; sein Hauptort (frz.: chef-lieu) war Vassy. Die landesweiten Änderungen in der Zusammensetzung der Kantone brachten im März 2015 seine Auflösung. Vertreter im Generalrat des Départements war zuletzt von 2008 bis 2015 Michel Roca.
Der Kanton Vassy war 157,94 km2 groß und hatte 6060 Einwohner (Stand: 2012). 

## Gemeinden
| Gemeinde               | Einwohner (Stand: 2022) | Code postal | Code Insee |
| ---------------------- | ----------------------- | ----------- | ---------- |
| Bernières-le-Patry     | 560                     | 14410       | 14065      |
| Burcy                  | 387                     | 14410       | 14113      |
| Chênedollé             | 239                     | 14410       | 14156      |
| Le Désert              | 82                      | 14350       | 14222      |
| Estry                  | 360                     | 14410       | 14253      |
| Montchamp              | 598                     | 14350       | 14442      |
| Pierres                | 192                     | 14410       | 14503      |
| Presles                | 282                     | 14410       | 14521      |
| La Rocque              | 91                      | 14410       | 14539      |
| Rully                  | 214                     | 14410       | 14549      |
| Saint-Charles-de-Percy | 204                     | 14350       | 14564      |
| Le Theil-Bocage        | 220                     | 14410       | 14686      |
| Vassy                  | 1.838                   | 14410       | 14726      |
| Viessoix               | 832                     | 14410       | 14746      |

## Bevölkerungsentwicklung
| 1962 | 1968 | 1975 | 1982 | 1990 | 1999 | 2006 | 2011 |
| ---- | ---- | ---- | ---- | ---- | ---- | ---- | ---- |
| 6131 | 5769 | 5271 | 5398 | 5363 | 5420 | 5716 | 6012 |